# Evelyn Pernkopf
Evelyn Pernkopf (1990) è un'ex sciatrice alpina austriaca.

## Biografia
Originaria di Ansfelden e attiva in gare FIS dal dicembre del 2005, la Pernkopf in Coppa Europa esordì il 24 novembre 2007 a Levi in slalom gigante (5ª), conquistò come migliori piazzamenti tre quarti posti, tutti nella medesima specialità, e prese per l'ultima volta il via il 19 dicembre 2012 a Courchevel sempre in slalom gigante, senza completare la gara. Si ritirò al termine di quella stessa stagione 2012-2013 e la sua ultima gara fu lo slalom speciale dei Campionati austriaci 2013, disputato a Jerzens il 21 marzo e chiuso dalla Pernkopf al 26º posto; non debuttò in Coppa del Mondo né prese parte a rassegne olimpiche o iridate.

## Palmarès

### Coppa Europa
- Miglior piazzamento in classifica generale: 41ª nel 2010

### Campionati austriaci
- 2 medaglie:
  - 1 oro (slalom gigante nel 2010)
  - 1 bronzo (slalom speciale nel 2010)